# Thierry Tulasne
Thierry Tulasne, född 12 juli 1963 i Aix-les-Bains, är en fransk före detta professionell tennisspelare.
Tulasne låg som bäst på 10:e plats på ATP-rankingen (1986). Han vann under sin karriär fem singeltitlar, bland annat Swedish Open 1981.
Tulasne ingick i Frankrikes Davis Cup-lag, som mötte Sverige i semifinal i juli 1988.